# USS Lafayette (1848)
Перший у ВМС США корабель з цим ім'ям,  USS Lafayette був пароплавом з бічним гребним колесом, переробленим у броньований таран під час Громадянської війни в США.

## Історія створення
«Лафайєт» був побудований в Сент -Луїсі, штат Міссурі, в 1848 році як Алек Скотт (часто пишеться як Алік Скотт ). Він був придбаний Військовим департаментом як «Форт-Генрі » 18 травня 1862 року для використання у склад Західній флотилії. У Сент -Луїсі його перебудували як броньований таран. Перейменований в «Лафайєт»  8 вересня 1862 р., 1 жовтня 1862 р. Корабель був переданий армією флоту разом із усією Західною флотилією. Він був введений в експлуатацію в Кейро, 27 лютого 1863 р. під командуванням капітана Генрі А. Уолка.

## Історія служби

### Битва при Віксбурзі, квітень–липень 1863 року

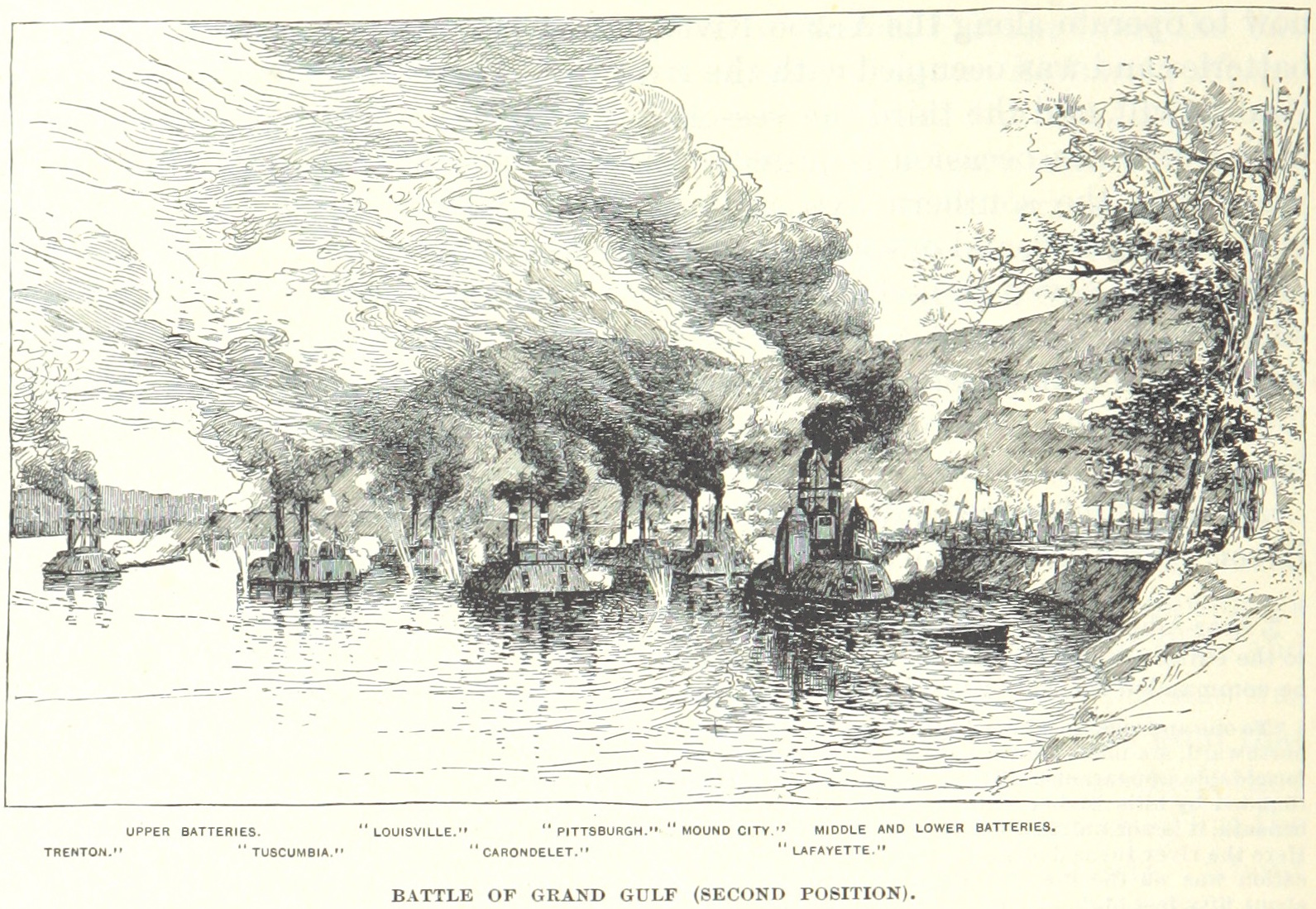
Битва при Великій Затоці - друга фаза.

Новий таран приєднався до Річкової ескадри Міссісіпі контр-адмірала Девіда Діксона Портера над Віксбургом якраз вчасно, щоб взяти участь у знаменитому прориві 16 квітня 1863 р. повз потужні батареї, які захищали фортецю Конфедерації. Канонерські човни вступили у перестрілку з батареями південців, під час охорони армійських транспортів через рукав ріки до Нового Карфагена. Таран «Генерал Стерлінг Прайс» був прив'язаний до правого борту «Лафайєта» під час прориву. Кораблі були вкриті важкими колодами та тюками мокрого сіна, що виявилося відмінним захистом. Кожен корабель, крім «Бентона», також буксирував вугільну баржу. «Лафайєт», дії якого обмежував пришвартований до борту корабель, отримав дев’ять влучань, що пробили каземат, вугільну баржу на буксирі потопили. Попри обстріл дві з половиною  години, всі кораблі ескадри повернули боєздатність протягом півгодини після прориву. Успішне проходження ескадр повз важкі батареї сприяло швидкому захопленню Великої Затоки, кінцевому падінню самого Віксбурга і врешті -решт завоюванню всієї річки Міссісіпі.
Через п'ять днів після прориву Портер на «Лафайєті» здійснив розвідку, аби оцінити стан робіт Конфедерації у Великій Затоці. Він вияв "сильний форт" у процесі побудови та артилерійським вогнем розсіяв команду будівельників. Коли пароплав Конфедерації «Чарм» спробував доставити припаси для форту, канонерські човни Союзу відігнали його назад до Великої Чорної річки. Портер розташував свої канонерські човни, аби вони могли контролювати верхні батареї у Великій Затоці та перекрив русло Великої Чорної річки.
Після війни «Лафайєт» вивели з експлуатації 23 липня 1865 року. Корабель перебував в резерві у Новому Орлеані, поки не був проданий там 28 березня 1866 року.
29 липня кораблі Портера впочали обстріл розбудованих Конфедерацією укріплень у Великій Затоці. Після п'яти з половиною годин битви, канонерські човни примусили замовкнути нижні батареї, але могли припинити вогонь з верхніх укріплень лише на короткий час. Втім цього було досить, аби армійські транспорти змогли пройти повз  батареї. Хоча «Бентон», «Таскамбія» та «Пітсбург» зазнали серйозних ушкоджень у битві, результат був успіхом північан. Як відзначив Портер: "Ми зараз проможні здійснити висадку там, де захоче  генерал [Грант]". Настурної ночі Улісс Грант скористався цією перевагою, переправив свої війська через Міссісіпі та висадив їх у Буїнсбургу для швидких операцій з ізоляції Віксбургу від отримання поповнень.
Ескадра Портера залишила Велику Затоку і зустрілася з ескадрою морських кораблів Фаррагута, які піднялися течією від Нового Орлеану у гирлі Ред-рівер. Він піднявся вгору річкою наступного дня з «Бентоном», «Лафайєтом», «Пітсбургом», таранами «Генерал Стерлінг Прайс», «Швейцарія», а також меншою канонеркою USS Ivy. Транспорти Estrella та Arizona приєдналися дорогою. Ввечері п'ятого травня кораблі з'явилися у Форт ДеРуссі, "потужним казематним укріпленням", з яких конфедерати відступили через загрозу з боку річкових кораблів північан. Останні розчистили потужні річкові загородження та піднялися до Александрії та окупували її вранці 7 травня. Передавши місто армійським частинам та не маючи змоги піднятися вище за течією через низький рівень води, флотилія повернулася до Форту ДеРуссі та частково його зруйнувала.
По мірі посилення облоги Віксбургу «Лафайєт» продовжував походи річкою, здійснюючи розвідку та заважаючи спорудженню укріплень конфедератами.  Разом з «Пітсбургом» він обстріляв Сіммеспорт 4 червня, примусивши захисників залишити обладнанні для оборони позиції поблизу берега. Після цього канонерські човни повернулися до гирла Ред-рівер та продовжилми виконувати завдання з забезпечення блокади. Через місяць Віксбург сдався після тривалої облоги.

### Літо та осінь 1863 року

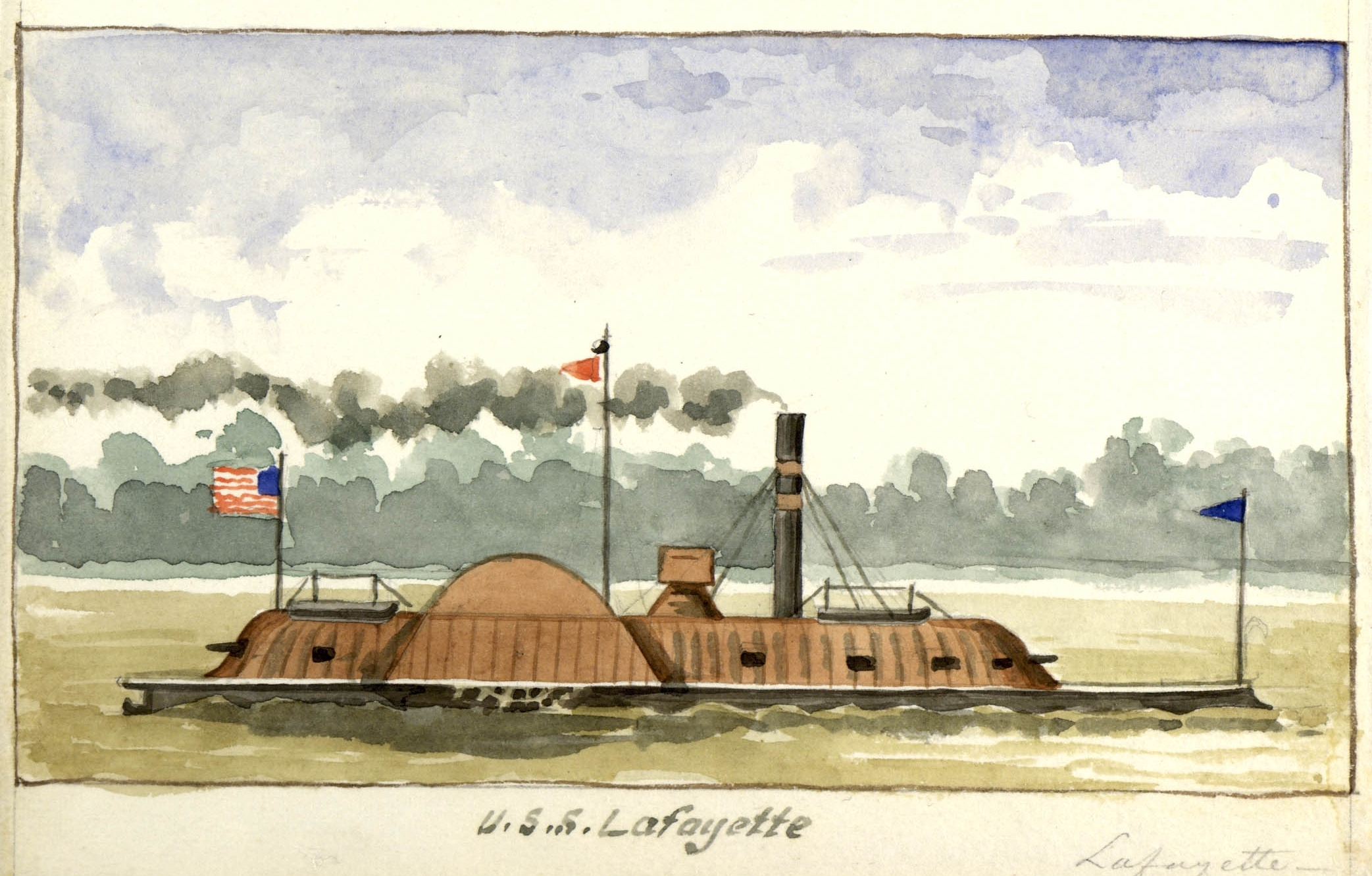
USS Lafayette, 1864-1865, ескіз мічмана Д.М.Н. Стофера (D. M. N. Stouffer)

Впродовж літа та осені «Лафайєт» разом з іншими кораблями флотилії, патрулював річку, захищаючи коммунікації північан. 29 вересня разом з  канонеркою «Кенвуд» він прибув  до Морганзи, для підтримки сил генерал-майора Наполеона Дж. Т. Дана. Вони попередили атаку чисельніших сил конфедератів на війська Дана та продемонстрували спроможність канонерських човнів посилювати слабкі пункти оборони.

### Кампанія на Ред-Рівер та завершення служби корабля
Наступною великою кампанією Річкової ескадри Міссісіпі став двомісячна кампанія на Ред-Рівер, метою якої доступ до кордону Техасу. «Істпорт» разом з броненосцями спеціальної побудови «Ессекс», «Озарк», «Осейдж», «Неошо», переробленими цивільними пароплавами «Лафайєт», «Чоктав», «Форт Хіндман» та «Крікет» вирушили у похід 12 березня 1864 року. Розчистивши споруджені південцями річкові загородження нижче Форту ДеРуссі та повторно зайняли його 14 березня.
15 березня знову була зайнята Александрія, а 7 квітня ескадра зустрілася у Шривпорті з військами генерала Бенкса. Втім «Лафайєт» залишився нижче по течії, оскільки через мілководдя не міг просуватися далі. Поразка  військ Бенкса змусила ескадру відступити.
Після повернення на Міссісіпі кораблі ескадри повернулися до виконання завдань з забезпечення річкового транспорту від атак південців. 16 травня  «Лафайєт» та «Генерал Брегг» прийшли на допомогу «Генерал Стерлінг Прайс», який розпочав перестрілку з батареєю південців, яка обстрілювала транспортні пароплави поблизу Реткліф Лендінг. Три канонерські човни північан змусили артилеристів конфедерації відступити від ріки.
Після завершення бойових дій «Лафайєт» був виключений зі складу флоту 23 червня 1865 року, переданий у резерв у Новий Орлеан де і перебував до моменту, коли пароплав продали 28 березня 1866 року.